# Nagyszombati Egyetem
A Nagyszombati Egyetem az Eötvös Loránd Tudományegyetem, a Pázmány Péter Katolikus Egyetem és a Semmelweis Egyetem jogelődje. 1635. május 12-én alapította Pázmány Péter esztergomi érsek. Eredeti helyén, Nagyszombatban (jelenleg Szlovákia, szlovák nevén Trnava) 1777-ig, Mária Terézia költözést előíró rendeletéig maradt. Eleinte két (bölcsészeti és teológiai) fakultással működött; 1667-ben kezdődött meg az oktatás a jogi fakultáson, 1769-ben megalakult negyedik, azaz orvosi fakultása, ezzel teljes szerkezetű klasszikus egyetemmé vált. A jezsuita rend feloszlatása után, az alapító eredeti szándékával is egyezően 1777-ben az egyetem Budára költözött.

## Jezsuita iskolaalapítási kísérletek Magyarországon
A jezsuita rend megalapításától nagy hangsúlyt fektetett arra, hogy a kor színvonalának megfelelő, központilag irányított oktatási intézményrendszert hozzon létre, hogy ezzel is segítse a római katolikus egyház befolyásának növelését. Az ellenreformáció egyik legfőbb erősségének jól képzett teológusait tartotta, ezért fontossá vált számára, hogy olyan oktatást biztosítson, amely képessé teszi a végzett hallgatókat a vitára.
A 16–17. század fordulóján Közép-Európában egymás után alakultak a jezsuita főiskolák, amelyek közül néhány tartósan egyetemi rangra emelkedett. Ilyen volt 1576-ban az olmützi, 1579-ben a vilnói, 1586-ban a grazi intézet. Magyarországra igen hamar, már 1561-ben megérkezett a rend, amikor Oláh Miklós érsek letelepítette őket Nagyszombatban. Itt állították fel első iskolájukat, amelyet pár év múlva tűz pusztított el. Ekkor elhagyták az országot. Rudolf hívta be őket újra, és 1586-ban nekik adományozta a túróci prépostságot, hogy kollégiumot, papnevelőt és gimnáziumot létesítsenek. Időközben Báthory István fejedelem kísérletet tett arra, hogy Erdélyben – Kolozsvárott – létrehozza az első állandó jezsuita egyetemet. Az akadémia 1581-ben létre is jött a jezsuita egyetemeken szokásos két karral, de a protestáns többségű Erdélyben nem maradhatott életképes, és az 1588-as medgyesi országgyűlés határozata nyomán meg is szűnt.
1615-ben Forgách Ferenc érsek telepítette le a jezsuitákat újra Nagyszombatban. 1616-tól ismét folyamatosan működött az iskola, amelynek fenntartására megint a túróci prépostságot rendelte. Pázmány Péter idején a gimnázium gyors fejlődésnek indult, így a későbbi egyetem alapját képezhette.

## Pázmány egyetemalapítása

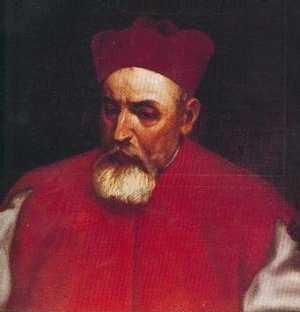
Pázmány Péter portréja

Pázmány 1616-os beiktatásakor már komoly oktatói múlttal rendelkezett. 1597 és 1601, majd 1603 és 1607 között Grazban tanított (előbb mint tanulmányi felügyelő, később mint bölcseleti tárgyak előadója, majd vezette a skolasztikai hittudományi tanszéket), a két időszak között részt vett a vágsellyei rendházban nyitott iskola és papnevelő intézet alapításában és munkájában. 1619-ben kollégiumot alapított Bécsben a magyar lelkészképzés központosítására.
Pázmány úgy tekintette, a majdani egyetem lesz „utolsó szülötte”, ezért mindent megtett, hogy álma a lehető leghamarabb megvalósuljon. Álláspontja kezdetben az volt, hogy az intézmény tartozzon a bécsi alá, és annak leányintézeteként működjék. 1635 májusában – miután  a rend római generálisa áldását adta tervére – Pozsonyba hívta a legtekintélyesebb magyarországi jezsuitákat, hogy megtanácskozza velük az akadémia létrehozásának részleteit. Megállapodtak, hogy Nagyszombatban lesz az akadémia helye, amely Pozsonyhoz hasonló adottságokkal rendelkezett, és egyben érseki székhely is volt. A május 12-ei, bölcsészeti és teológiai fakultással számoló alapítólevelet viszont meglepetésszerűen, saját nevében, saját pecsétjével bocsátotta ki az érsek, holott számos kérdést nem tisztázott még a generálissal, sőt, a nagyszombati kollégiummal sem. A rendfőnök egyik fő kifogása az volt, hogy az alapítólevél kimondta, üresedés esetén az esztergomi érsek, illetve a káptalan bír ellenőrzési joggal, holott a jezsuita egyetemek gondja egyébként kizárólag a rendre tartozott.
Pázmány szerette volna elismertetni akadémiáját a császárral és a pápával is, de VIII. Orbán pápa – ellentétben a már október 18-án pozitívan nyilatkozó II. Ferdinánddal – az egyetem „csonkaságára” hivatkozva megtagadta a megerősítést. Hiába érvelt Pázmány azzal, hogy Magyarországon nincs használatban a római jog, általában is hiányzik a jogi hivatás, az orvoslás pedig végképp idegen a nemzettől, nem ért el eredményt az ügyben. (Az érsek valójában a grazi egyetemet vette mintául, amelynek szabályzata egyenesen kimondta, hogy jezsuita akadémián nincs helye az orvostudománynak.) A pápai elismerés hiánya Pázmány 1637-es halála után rövid ideig komolyan veszélyeztette az intézményt: a bécsi tartományi főnök levélben tilalmazta a baccalaureusok felavatását.
Az oktatás 1635. november 13-án vette kezdetét. Az intézmény első rektora, tényleges megszervezője Dobronoki György volt. A hiányos szervezet kiegészítésének első lépéseként – Lósy Imre és Lippay György egykori érsekek adományából – 1667. január 2-án kezdte meg működését a jogi kar.

## Az érseki egyetem

### Az egyetem szervezete
Az egyetem szervezete eltért az önkormányzattal rendelkező, klasszikus univerzitásokétól. A generális nevezte ki a rektort, aki egyben a kollégium igazgatója is lett, és év elején ő állapította meg a tanrendet. Rangban utána következett a kancellár. Ő felügyelt az előadásokra és a fokozatok szabályos megszerzésére, ellenőrizhette a diákok jegyzeteit, nem hangzott-e el tilalmas tananyag az órán, továbbá 1721-ben az egész országra kiterjedő cenzori jogkörrel ruházták fel. A karok élén álló dékánokat szintén nem választották, hanem a tartományfőnök jelölte ki. Utóbbi kezdetben még a tanárok kiválasztásába is beleszólt.

### Az oktatók
A tanári kar nem volt különösebben népes: teológián hatan tanítottak, a bölcsészeten egy-egy oktató jutott a főtárgyakra, és külön egy-egy az etikára és a matematikára. Összesen legfeljebb tizenöten-húszan lehettek, akik döntő többségükben Magyarországról jöttek, de külföldről (Ausztriából, Sziléziából, Morvaországból, Krajnából, tehát a Habsburg-tartományokból, illetve egy esetben Svábországból) is érkeztek.

### A hallgatók
A tanulói létszám hatszáz és ezer között váltakozott, egyszer emelkedett ezer fölé. Jelentkező nem mindig akadt, s volt, hogy egy fakultás teljes egészében szünetelt, például 1663–1664-ben a török hadjárat, 1683-ban Thököly Imre nagyszombati bevonulása miatt. Ha minden évfolyam elindult, az első évtizedekben körülbelül kétszáz egyetemista tanult egyszerre az intézményben. A karok közül végig a bölcsészeké volt a legnépesebb, és mindig több volt a külsős, mint a jezsuita. Az egyetemi anyakönyvekből az is kiderül, hogy a külsősök közül sokan készültek szerzetesnek, s végeztek teológiát egyházi javadalom birtokában lévő papok is.
A nemzetiségi és korösszetételről kevés az adat, mivel az anyakönyvet nem mindig vezették pontosan, az egyetemisták életkorát sosem írták oda, a jezsuita hallgatókról semmilyen adatot nem vettek fel, a jogászokról pedig még csak névsort sem vezettek. Az első tanévben negyvennyolc külsős logikusból 39,85% volt a magyar, 8,31% az erdélyi, 4,16% a horvát, ugyanannyi a szláv nemesek aránya, vagyis nemes 56,48%, míg a polgárság 33,36%-kal képviseltette magát. Feltűnt még egy libertinus, két külföldi és két meghatározatlan státusú. Területi megoszlás szerint Magyarországról való 52%, Horvátországból 12,5%, Erdélyből 10,4%, külföldről 4,16%, ismeretlen helyről 22,5%. Mivel Magyarországon belül a legkülönbözőbb területekről érkeztek hallgatók, az egyetemről elmondható, hogy nemcsak Nagyszombat és környéke, hanem az egész ország egyeteme lett, s híre külföldre is eljutott. (Az 1637–1638-as adatok ugyanezt a képet mutatják, csak sokkal pontatlanabbul és több adathiánnyal.) Mivel a gimnazisták neve mellett feltüntették életkorukat (a parvisták nyolc és tizenhat, a rétorok tizenöt és huszonhét év közöttiek), a kutatók a végzett bölcsészek korát huszonhárom-huszonnégy, a teológusokét huszonhét-huszonnyolc évre becsülik.

### A képzés

#### A facultas linguarum

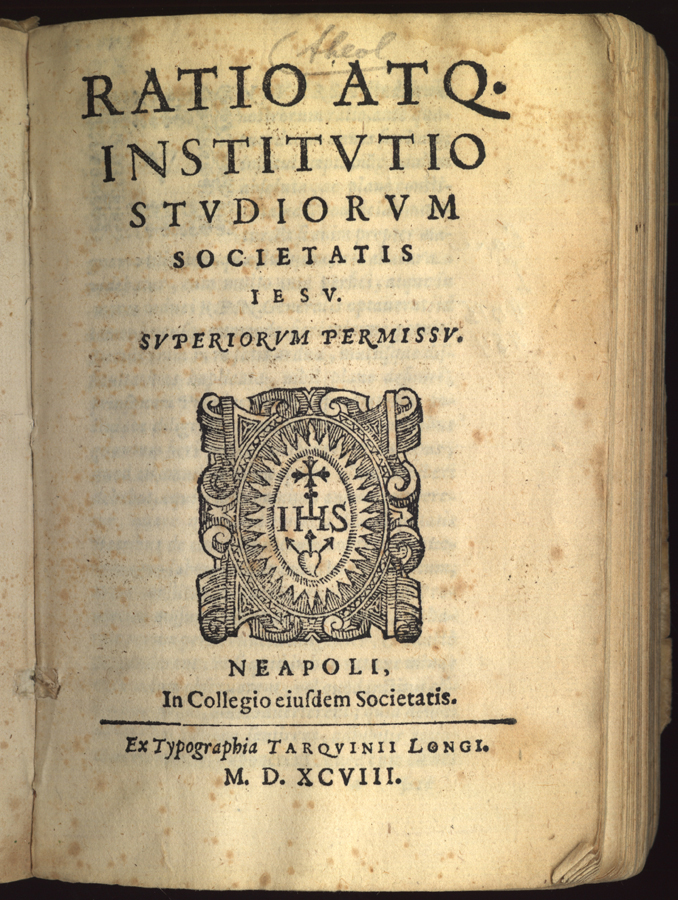
A Ratio atque institutio studiorum Societatis Iesu címlapja, a jezsuita iskolák 1599-ben bevezetett és hosszú időn át érvényes tanulmányi szabályzata

A jezsuiták – rendjük Ratio atque Institutio Studiorum Societatis Jesu című 1599-es, nemzedékek oktatási tapasztalatait egybegyűjtő, rendszerező és formázó gyűjteménye alapján – egy egységként kezelték a gimnáziumot és az egyetemet. Ez abban is kifejeződött, hogy a gimnáziumot az akadémia egyik karának tekintették, facultas linguarumnak nevezték, az élén álló tanárt pedig decanus linguarumnak.
A facultas linguarum hatéves volt, és öt osztályra tagolódott. A legmagasabb osztályban két éven át retorikát tanultak, lefelé a humanitás (poétika), majd három grammatikai osztály következett: a syntaxistáké, a grammatistáké és a parvistáké. (Utóbbiakat esetenként még tovább bontották; szerepeltek közöttük abecedariusok, elementariusok is, noha a jezsuiták általában nem szívesen foglalkoztak elemi oktatással. Az eltérés magyarázata az lehet, hogy Magyarországon hiány mutatkozott katolikus iskolákból, ezért a nagyszombati iskolába teljesen kezdő tanulókat is felvettek.) A gimnáziumi osztályokban elsősorban nemzetközileg jezsuita használatban lévő, francia és spanyol szerzők által írt tankönyveket használtak, akár újabb átdolgozásokban is. Igény szerint Nagyszombatban vagy Kassán ezeket újra is tudták nyomtatni. A klasszikus szerzők szemelvényeiből csak látszólag tanultak: a fő cél a nyelvi, stilisztikai fordulatok elsajátítása volt, ehhez képest a tartalmi ismereteket járulékosnak tekintették. A végzett gimnazisták jóval kevesebb mint fele tanult tovább, vagyis nagyobb hányaduk komolyabb ismeretek nélkül hagyta el az iskolapadot.
A diáklétszám általában felét, akár kétharmadát tették ki a gimnazisták. (1725 körül hatszáznegyvenen voltak, 1765 körül az ezres létszámból négyszázhatvanan.) Nagyszünet után, tanév elején a diákokat osztályokba sorolták. Mindegyik élére új tanárt jelöltek ki, a jezsuiták ugyanis gyakran váltották oktatóikat, hogy olyanok is tanítsanak, akiket eredetileg nem erre a feladatra szántak. A facultas linguarum életében egyetlen jelentős változás történt a jezsuita időszakban: 1735-ben az udvar óhajára bevezették a – kezdetleges ismereteket nyújtó – történelemoktatást.

#### A bölcsészképzés
A „valódi” egyetem két karát nem tekintették egyenrangúnak, a filozófiát a teológia szolgálójaként állították be. Az 1635–1636-os évben indult a bölcsészképzés. Az első évfolyamon nyolc jezsuita növendék tanult logikát. A következő évben már két évfolyam indult, a másodikon fizikát hallgattak. Harmadik évben következett a metafizika. Mindhárom főtárgyat Arisztotelész munkáiból oktatták. Ezek mellett a hallgatók matematikát (Euklidész Elemek című művéből), etikát, kevés földrajzot is tanulhattak.
Aki itt abbahagyta a tanulást, jó esetben viszonylag alapos latintudásra és vitakészségre tehetett szert. Az oktatás alapját a diktálás képezte, túltengett a spekuláció, a diákokat nem serkentették önálló gondolkodásra. Fennmaradt baccalaureusi feladványok szerint fizikából a következőt kérdezték 1642-ben: „A harangok meghúzása vihar ellen babonás dolog-e, ahogyan az eretnekek mondják, és vajon fizikai vagy erkölcsi segítséget nyújt-e?” Matematikából a következőre voltak kíváncsiak: „Noé idejében mennyi víz árasztotta el a földkerekséget?” A 18. század folyamán azonban önállósodni kezdtek a szaktudományok, és a filozófia keretein belül – jóllehet, főleg teológusok – több természettudományt tanítottak, és a spekulációval szemben némi teret nyert a kísérletezés. Míg a hagyományos jezsuita tanterv csak annyit írt elő, hogy a hallgatók tanulják meg az euklideszi geometria és a síkháromszögtan elemi tételeit, foglalkozzanak valamit trigonometriával és matematikai földrajzzal, az 1760-as évektől nemzetközi mércével mérve is jó színvonalú matematikakönyvek jelentek meg a régi rendszer szerint tanult egykori nagyszombati növendékektől.

#### A teológiai képzés
A teológiai fakultáson 1636–1637-ben kezdődött meg a munka: négy jezsuita és hat külsős tanult morális teológiát. Előbb valamennyien külföldön tanulhattak, mert Magyarországon a teológiai képzés előfeltételéül szolgáló hároméves bölcsészetet nem sajátíthatták el. 1638-ban bevezették a skolasztikus teológiát, így lassan kialakult a négy évfolyam. A morális és a skolasztikus teológiát is két-két évig kellett tanulni az Aquinói Szent Tamás-féle Summa theologiae alapján.

#### A jogi képzés
A hierarchiában a bölcsészet fölé került a jogi kar is, ahol a megnyitó után két héttel, 1667. január 16-án indult meg az oktatás. Az alapítólevél szerint itt háromféle (hazai, kánon- és római) jogot kellett volna tanítani. Gyakran egyáltalán nem volt római vagy hazai jogi tanár (holott utóbbit két oktatónak is elő kellett volna adnia), míg a kánonjoggal ilyen probléma nem fordult elő, mivel azt jezsuiták tárgyalták. A diákok száma sokáig olyan alacsony volt, hogy például 1687-ben Illyés István, aki csak két évvel korábban kezdett római jogot előadni, a hallgatók hiánya miatt lemondott. (Általában a 18. században három-négyszázan hallgattak bölcsészetet, kétszázan teológiát, legfeljebb huszonöten jogot.) Mivel az egyetem nem tudott önálló helyiséget biztosítani az új kar előadásainak, a kánonjogot a teológián, a másik kettőt a Nagyszombatban lévő esztergomi káptalan helyiségeiben tartották, s a helyhiány miatt előadásokra és gyakorlatokra csak a kora reggeli és a déli órákat lehetett felhasználni. A hazai magánjogi előadásait például minden második hónapban tollba mondták, a köztes időben magánpereket gyakoroltak. Ebből ered, hogy a 18. század közepén az elméleti jogi kurzus tizenöt, a gyakorlati tizenkét évig is elhúzódhatott.

## Mária Terézia reformjai

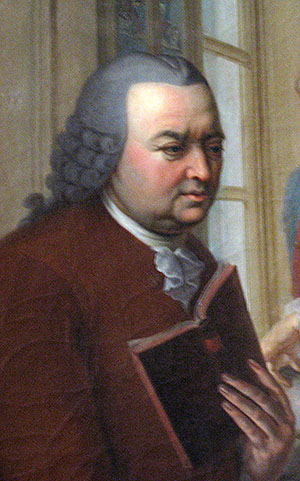
Gerard van Swieten portréja

A látványos fejlődés és építkezések ellenére a jezsuita oktatási rendszer a 18. század közepére konzervatívvá merevedett, és sok tekintetben elmaradt az új tudományos eredményekre és eszmei irányzatokra nyitottabb protestáns intézményektől és az azokban meghonosodott szabadabb oktatási rendszertől. A korszerűsítés munkáját – a felvilágosult abszolutizmus jegyében – a bécsi kormányhatóságok végezték. Az oktatásügyet szigorúan politikai kérdésként fogták fel. Mária Terézia szakértői Gerard van Swieten vezetésével 1749 és 1756 között a bécsi egyetemen hajtottak végre reformokat, s ennek nyomán megindult Nagyszombati Egyetem átszervezése is.

### A királyi egyetem
1753-ban – az egyetem történetében először – az uralkodó rendeleti úton módosította az oktatási rendet. A bölcsészet tanulmányi idejét háromról két évre csökkentették, egyben – reáltárgyak bevezetésével, a repetensi intézmény kialakításával – hozzáláttak a tanulmányi rendszer frissítéséhez.
Mária Terézia 1765-ben tanulmányi bizottságot hívott életre az egyetem fejlesztése részletes tervének kidolgozására. E bizottság és az Udvari Tanulmányi Bizottság javaslatai alapján adta ki a királynő 1769. júliusi adománylevelét, amelyben „királyi pártfogásába” vette, vagyis hivatalosan is állami irányítás alá helyezte az egyetemet. Már ekkor utalt arra, hogy tovább szándékozik bővíteni az akadémiát. Novemberben ennek szellemében adta ki újabb rendeletét, amelyben orvosi kar felállítását rendelte el. Ezzel teljessé vált az egyetem szervezete, és létrejött az első klasszikus felépítésű, négy karral rendelkező magyar egyetem.

### Az orvosi kar
Az új karon öt tanszék (anatómia, fiziológia és gyógyszertan, patológia és klinikum, sebészet és szülészet, kémia és botanika) létesült. A képzési időt öt évben állapították meg. Az első oktatók mind van Swieten bécsi orvosai közül kerültek ki. (A legkiválóbbak egyes szakirodalmi munkái idegen nyelveken is megjelentek, Plenck József Jakab szembajokról írt műve például Japánban is napvilágot látott.) A kar már fennállása első évtizedében tekintélyes eredményeket ért el. A végzett hallgatók többsége kiválóan megállta helyét különböző posztokon, annak ellenére, hogy az elméleti képzés mindvégig magasabb színvonalon zajlott, mint a gyakorlati, hiszen Nagyszombatban (később Budán is) igen szegényesek voltak a klinikai feltételek. Művelődéstörténeti szempontból jelentős tény, hogy a sebészmesterek, gyógyszerészek számára szervezett külön tanfolyamokon oktatták először nemzeti nyelven az orvostudományok alapjait.

### ANorma Studiorum
1770-ben megjelent a teljessé vált egyetem új szabályzata, a Norma Studiorum, amely az intézet élére a kinevezett elnököt (főigazgatót), a karok élére pedig a szintén kinevezett kari igazgatókat helyezte. Belőlük és a kancellárból állt a Consistorium, az egyetem legfőbb irányító testülete. E testület mellett működött az akadémiai Magistratus, amely választott tisztviselőkből (rektorból, kancellárból, dékánokból, seniorokból) állt, de szerepe csak formális volt. Ezzel párhuzamosan történelem és politikai-kamarai tanszék jött létre a bölcsész-, természetjogi tanszék a jogi karon. Megemelték a tanárok fizetését, általában pedig minden területen alkalmazni kellett a bécsi egyetemen már sikerrel foganatosított intézkedéseket.
A költözés és a Ratio Educationis bevezetése előtti utolsó jelentős változtatásként 1775-ben három évre emelték a jogászok tanulmányi idejét, s fő célként jól képzett és a fennálló rendhez hűséges állami hivatalnokok képzését tűzték a fakultás elé.

### További irodalom
- Kosáry Domokos: Értelmiség és kulturális elit a XVIII. századi Magyarországon. In uő: A történelem veszedelmei. Írások Európáról és Magyarországról. Budapest, 1987, Magvető. 138–159. o.
- Mályusz Elemér: Magyarország története a felvilágosodás korában. Budapest, 2002, Osiris
- Schultheisz Emil–Magyar László András: Orvosképzés a Nagyszombati Egyetemen, 1769–1777; bev. Vizi E. Szilveszter, sajtó alá rend. Gazda István; MATI, Piliscsaba, 2005 (Magyar tudománytörténeti szemle könyvtára)
- Šimončic, J. 2013: Die Universität von Trnava in den Jahren 1635–1777 und die Kroaten. In: Slovakia and Croatia I. Bratislava/ Zagreb, 359-366.
- Farkas Gábor Farkas: A Nagyszombati Egyetemi Könyvtár az alapításkor; OSZK–Scriptum, Bp.–Szeged, 2001 (A Kárpát-medence koraújkori könyvtárai)
- Bognár Krisztina–Kiss József Mihály–Varga Júlia: A Nagyszombati Egyetem fokozatot szerzett hallgatói, 1635–1777; ELTE Levéltár, Bp., 2002 (Fejezetek az Eötvös Loránd Tudományegyetem történetéből)
- Kádár Zsófia–Kiss Beáta–Póka Ágnes: A Nagyszombati Egyetem teológiai karának hallgatósága, 1635–1773; ELTE Levéltár–PPKE Hittudományi Kar, Bp., 2011 (Fejezetek az Eötvös Loránd Tudományegyetem történetéből)